# 황규범 (축구인)
황규범(1989년 8월 30일~)은 대한민국의 전직 축구 선수이다. 현역 시절 포지션은 수비수였다.

## 클럽 경력
2009년 상지대학교를 중퇴하고 내셔널리그 안산 할레루야에 입단하였다. 2013년 팀이 K리그 챌린지에 합류하게 되어 함께 프로 무대에 입성하였다. 2014 시즌 리그 10라운드 베스트 11 수비수 부문에 선정되었다.
2016시즌을 앞두고 경주 한국수력원자력 축구단에 입단했다.
2018시즌을 앞두고 시흥시민축구단에 입단했다.